# Wenslingen
Wenslingen es una comuna suiza del cantón de Basilea-Campiña. Tiene una población estimada, a fines de 2020, de 696 habitantes.
Está situada en el distrito de Sissach.
Limita al norte con la comuna de Rothenfluh, al este con Anwil, al sureste con Oltingen, al sur con Zeglingen, al suroeste con Kilchberg, al oeste con Tecknau y al noroeste con Ormalingen. 